# ダーウィンハナガエル

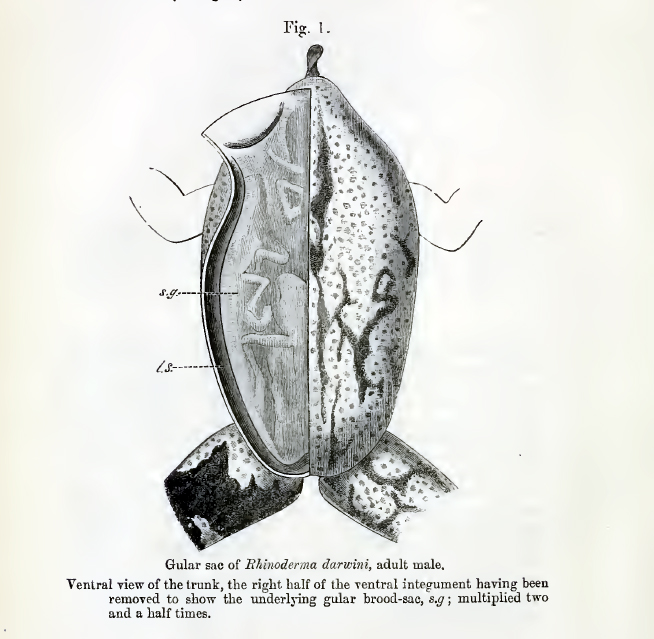

ダーウィンハナガエル (Rhinoderma darwinii) は、チリやアルゼンチンの森林の小川に生息するダーウィンガエル科のカエルである。フランスの動物学者アンドレ・デュメリルとその助手ガブリエル・ビブロンによって記載された。種小名darwiniiはビーグル号による航海の際に、チリでこの種を発見したチャールズ・ダーウィンに因む。
最大の特徴は、オタマジャクシがオスの鳴嚢の中で成長する点である。

## 分布
南アメリカ大陸南部に分布。

## 特徴
色は茶色か緑色で、大きさは2.5cmから3.5cmである。前足には水かきがないが、後ろ足の爪先のいくつかには水かきがある。昆虫やその他の節足動物を食べる。
ダーウィンハナガエルは、エサを捕まえるだけではなく、捕食者から身を隠す必要もある。捕食者から逃れる最大の武器はカムフラージュである。まるで枯葉のように地面に横たわって、捕食者が通り過ぎるのを待つ。

## 口内保育
メスは約30個の卵を産み、オスは卵が孵化するまで、おおよそ2週間それを守る。その後、オスは鳴嚢の中で生き残った全ての子供を育てる。オタマジャクシは卵黄を食べながら、袋状の顎の皮膚の中で成長する。オタマジャクシが0.5インチ程度まで成長すると、口の中から飛び出て泳ぎ去る。